# 1850 en photographie
| Années de la photographie : 1847 - 1848 - 1849 - 1850 - 1851 - 1852 - 1853    |
| Décennies de la photographie : 1820 - 1830 - 1840 - 1850 - 1860 - 1870 - 1880 |

Cet article présente les faits marquants de l'année 1850 en photographie.

## Événements
- Création à Londres de l'entreprise Negretti & Zambra qui fabrique des instruments optiques, exploite un studio photographique et finance des expéditions photographiques en Afrique et en Asie.
- Gustave Le Gray publie Traité pratique de photographie sur papier et sur verre, Paris, G. Baillière, 43 p., où il indique remplacer l'albumine par le collodion pour fixer l'émulsion sur le verre[1] ; son traité s'ouvre sur la formule : « L’avenir de la photographie est tout entier dans le papier ».
- Le pasteur américain Levi Hill affirme avoir inventé le premier procédé de photographie en couleurs et appelle son procédé Heliochromy ; la question reste controversée.
- Joseph Albert ouvre un atelier photographique à Augsbourg.
- Le photographe français Alphonse Bernoud transmet à son élève Carlo Molino le studio de photographie qu'il avait créé en Italie à Gênes et ouvre des studios à Florence, Livourne et Naples, ville où il se fixe et connaît le succès[2],[3].

## Photographies notables
- Dans la nuit du 16 au 17 juillet : John Adams Whipple et William Cranch Bond réalisent la première photographie stellaire (un daguerréotype) de l'étoile Vega à l'Observatoire de l'université Harvard[4],[5].

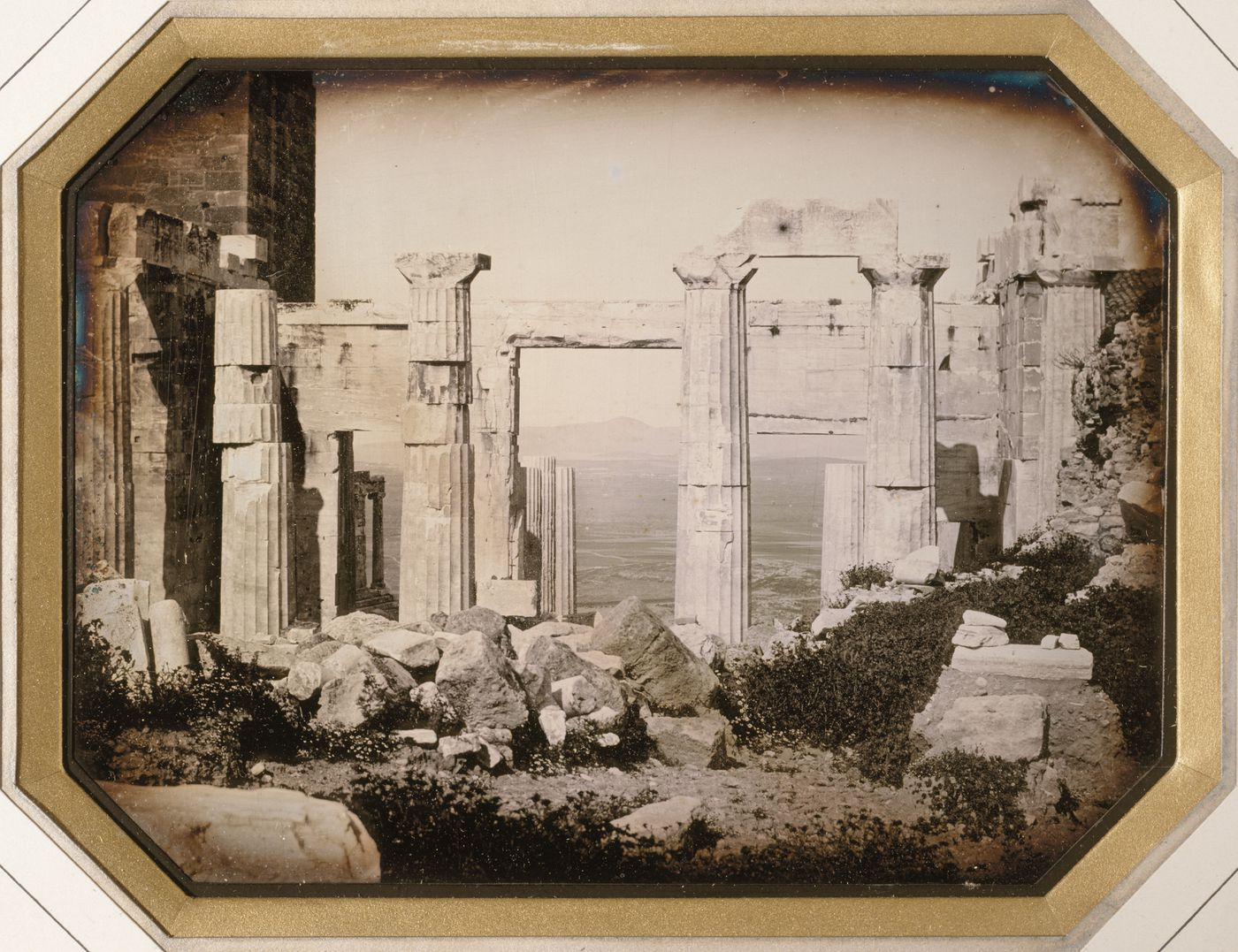
Jean-Baptiste Louis Gros, Vue de la façade est des Propylées sur l'Acropole d'Athènes, daguerréotype, mai-juin 1850.

- Le diplomate français Jean-Baptiste Louis, baron Gros, en mission à Athènes lors de l'Incident Don Pacifico, réalise des daguerréotypes de l’Acropole.

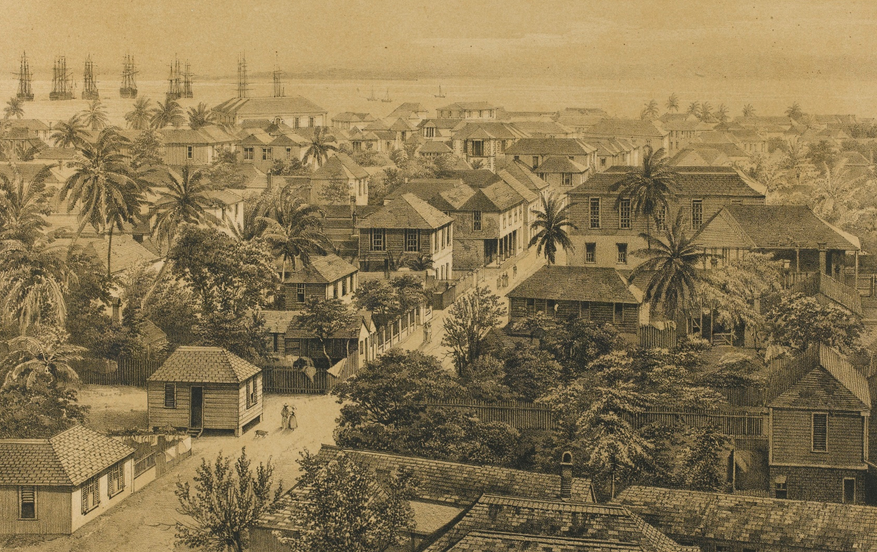
Vue de Falmouth en Jamaïque, lithographie d'après daguerréotype dans Daguerian Excursions in Jamaica.

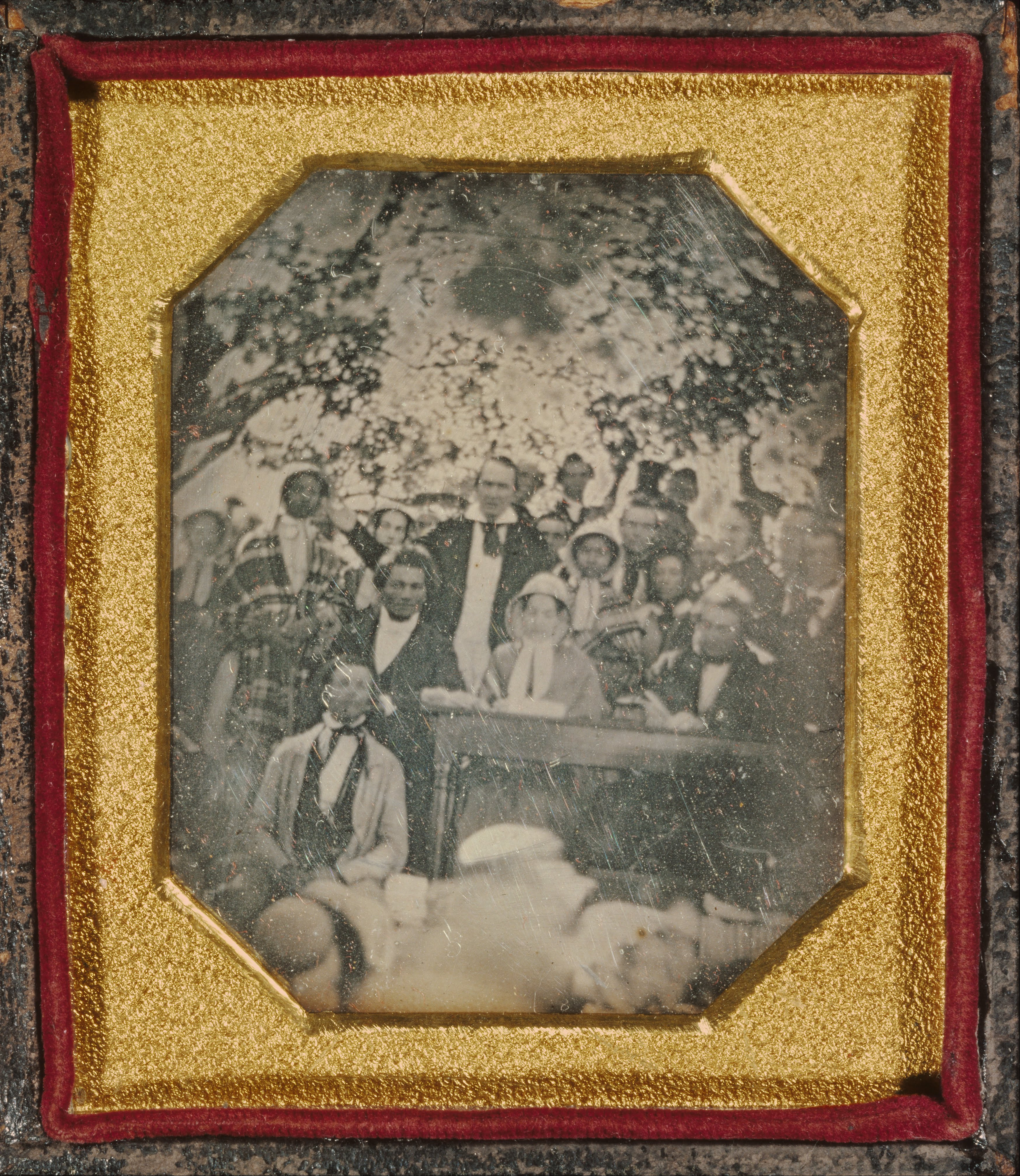
, daguerréotype montrant des participants à la à Cazenovia aux États-Unis les 21-22 août 1850.

## Livres de photographies
- (en) Mathew Brady, The Gallery of Illustrious Americans, containing the portraits and biographical sketches of twenty-four of the most eminent citizens of the American Republic since the death of Washington, New York, Brady, D'Avignon and Company[6].
- (en) Adolphe Duperly, Daguerian Excursions in Jamaica, being a collection of views of the most striking scenery, public buildings and other interesting objects, taken on the spot with the daguerreotype by Adolphe Duperly and lithographed under his direction by the most eminent Artists in Paris, Kingston (Jamaïque), 1850, 24 ff. : 24 lithographies d'après les daguerréotypes d'Adolphe Duperly, qui sont considérés comme les premières vues photographiques connues de l'île de la Jamaïque[7],[8].

## Études, essais, articles
- Jean-Baptiste Louis, baron Gros, Quelques notes sur la photographie sur plaques métalliques, Paris, Roret, 4-112 p.
- Gustave Le Gray, Traité pratique de photographie sur papier et sur verre, Paris, G. Baillière, 43 p.

## Naissances
- 30 janvier : Éleuthère Brassart, historien et photographe français, mort le 27 avril 1920.
- 12 juin : Georges Demenÿ, photographe français, mort le 26 décembre 1917.
- 3 août : Raphaël Gallas, photographe français, mort le 18 août 1906.
- 13 août : José Sellier Loup, photographe espagnol, mort le 21 novembre 1922.
- 26 novembre : Ernst Kohlrausch, enseignant et photographe allemand, mort le 16 mai 1923.
- 10 décembre : Ernst Juhl (de), homme d'affaires allemand, collectionneur et organisateur d'expositions de photographies d'art, mort le 18 août 1915.
- Date précise non renseignée ou inconnue :
  - Carlo Brogi, photographe et éditeur italien, mort le 25 avril 1925.
  - Henri Mairet, photographe français, mort en 1902.

## Décès
- 20 février : Hermann Biow, photographe daguerréotypiste allemand, pionnier de la photographie, actif à Hambourg, né en ou vers 1803.